# Vollenborn
Vollenborn é um município da Alemanha localizado no distrito de Eichsfeld, estado da Turíngia.  Pertence ao verwaltungsgemeinschaft de Eichsfelder Kessel.

## Demografia
Evolução da população (em 31 de dezembro):
| - 1994 - 327 - 1995 - 319 - 1996 - 314 - 1997 - 297 - 1998 - 282 | - 1999 - 285 - 2000 - 277 - 2001 - 277 - 2002 - 272 - 2003 - 276 | - 2004 - 274 - 2005 - 268 |

Fonte: Thüringer Landesamt für Statistik